# هانتر کینگ
هانتر کینگ (انگلیسی: Hunter King؛ زادهٔ ۲۰ اکتبر ۱۹۹۳) یک هنرپیشه اهل ایالات متحده آمریکا است. وی از سال ۱۹۹۹ میلادی تاکنون مشغول فعالیت بوده‌است.
او خواهر کلی کینگ و جوئی کینگ است.
او در فیلم جودی مودی بازی کرده‌است.